# Конвой H-11
Конвой H-11 — японський конвой часів Другої світової війни, проведення якого відбувалось у грудні 1943-го — січні 1944-го.
H-11 належав до серії конвоїв, які в 1943—1944 роках ходили між важливим транспортним хабом у Манілі та островом Хальмахера зі складу Молуккського архіпелагу (північний схід Нідерландської Ост-Індії), який, зокрема, відігравав важливу роль у постачанні японських сил на заході Нової Гвінеї.
До складу конвою увійшли транспорти «Бунзан-Мару», «Джучісей-Мару» (Juichisei Maru, також відомий як Hoshi Maru No. 11), «Кайрю-Мару» (Kairyu Maru), «Мікаса-Мару», «Нісшу-Мару» (Nisshu Maru), «Райзан-Мару» (Raizan Maru), «Такома-Мару», «Тою-Мару» (Toyu Maru) та «Цукікава-Мару» (Tsukikawa Maru), тоді як охорону забезпечували мисливці за підводними човнами CH-36 та CH-45.
28 грудня 1943-го загін вийшов з Маніли. Хоча його маршрут пролягав через кілька районів, де традиційно патрулювали ворожі підводні човни, цього разу операція пройшла без інцидентів і 4 січня 1944-го японський загін досягнув затоки Кау на острові Хальмахера.